# Carolina Marín
Carolina María Marín Martín (* 15. Juni 1993 in Huelva, Spanien) ist eine spanische Olympiasiegerin und mehrfache Welt- und Europameisterin im Badminton-Dameneinzel. Bereits mit 21 Jahren zählte sie zu den erfolgreichsten europäischen Badmintonspielerinnen der Geschichte.

## Karriere
2009 gewann Marín bei der U19-Jugendeuropameisterschaft in Mailand die Silbermedaille im Dameneinzel. Bei der darauffolgenden U17-Jugendeuropameisterschaft in Medvode konnte sie Gold gewinnen, ebenso 2011 bei der U19-Jugendeuropameisterschaft in Vantaa. Bei der Junioreneuropameisterschaft 2011 in Taipeh gewann sie die Bronzemedaille. Bei den Olympischen Jugend-Sommerspielen 2010 schied sie im Viertelfinale aus. Nun als Jugendspielerin bei den Erwachsenen startend, erkämpfte sie weitere Turniersiege: bei den Irish International 2009, den Uganda International 2010, den Cyprus International 2010, den Morocco International 2011 und den Spanish Open 2011.
In ihrer Heimat Spanien konnte sie seit 2009 bisher sechsmal hintereinander die Spanische Meisterschaft im Dameneinzel und zweimal im Damendoppel gewinnen.
In der Saison 2015 der BWF World Superseries gewann sie neben der All England noch die Malaysia Open, die Australian Open, die French Open und die Hong Kong Open.
Am 11. Juni 2015 erreichte Marín erstmals den Platz eins der Weltrangliste und führte diese mit Unterbrechungen über 58 Wochen lang an.
Die größten Erfolge von Marín sind der Gewinn der olympischen Goldmedaille 2016 in Rio de Janeiro, der Weltmeisterschaft 2014 in Kopenhagen, 2015 in Jakarta und 2018 in Nanjing im Dameneinzel. Im Weltmeisterschafts-Finale von Kopenhagen 2014 schlug sie die amtierende Olympiasiegerin Li Xuerui mit 17:21, 21:17, 21:18. Im Finale von Jakarta 2015 siegte sie über Saina Nehwal mit 21:16, 21:19. Über einen Finalsieg gegen Saina Nehwal gewann sie zudem 2015 die All England mit 16:21, 21:14, 21:7. In Kasan wurde sie 2014 Europameisterin; im Finale schlug sie Anna Thea Madsen mit 21:9, 14:21, 21:8. Marín ist damit von allen spanischen Badmintonspielern die erste überhaupt, die bei Welt- und Europameisterschaften eine Medaille erkämpfen konnte. Sie ist erst die dritte und mit 21 Jahren die jüngste europäische Weltmeisterin im Dameneinzel seit Einführung der Weltmeisterschaften im Jahre 1977. Sie ist zudem die erste Spielerin, der es gelang, diesen Titel dreimal zu gewinnen.
2021 und 2024 gewann sie die Yonex Swiss Open in Basel-Münchenstein.
Bei den Olympischen Sommerspielen 2024 verletzte sie sich während des Halbfinales gegen die Chinesin He Bingjiao. Zuvor hatte sie den ersten Satz mit 21:14 gewonnen und lag im zweiten Durchgang mit 10:5 vorn, als sie aufgeben musste. Als anerkennende Geste hielt ihre Gegnerin He später mit der Silbermedaille auf dem Siegerpodest einen Olympia-Pin hoch, auf dem die spanische Flagge zu sehen war.
2024 wurde sie mit dem Prinzessin-von-Asturien-Preis in der Kategorie „Sport“ ausgezeichnet.

## Erfolge

### Dameneinzel

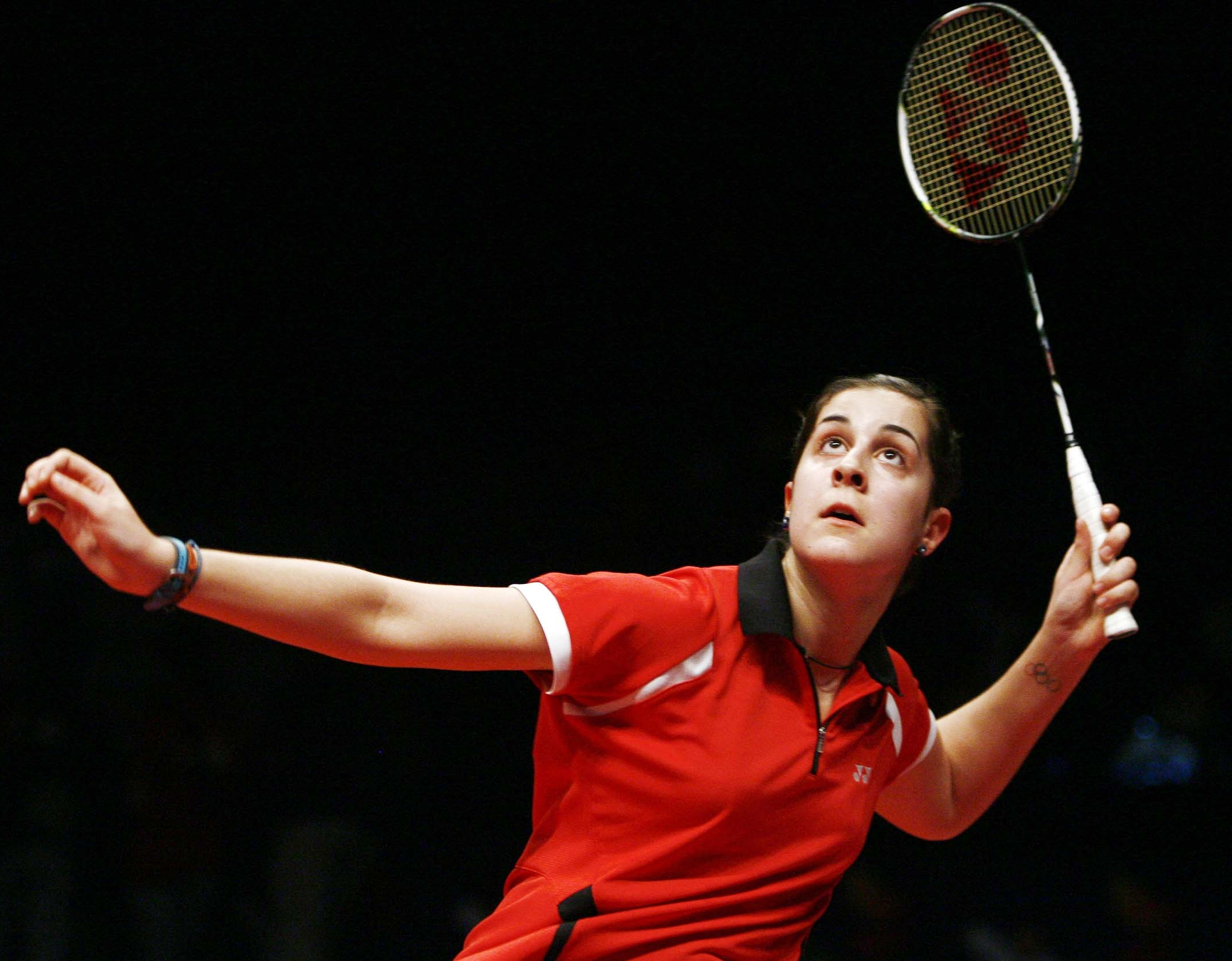
Marín 2013 in Surabaya

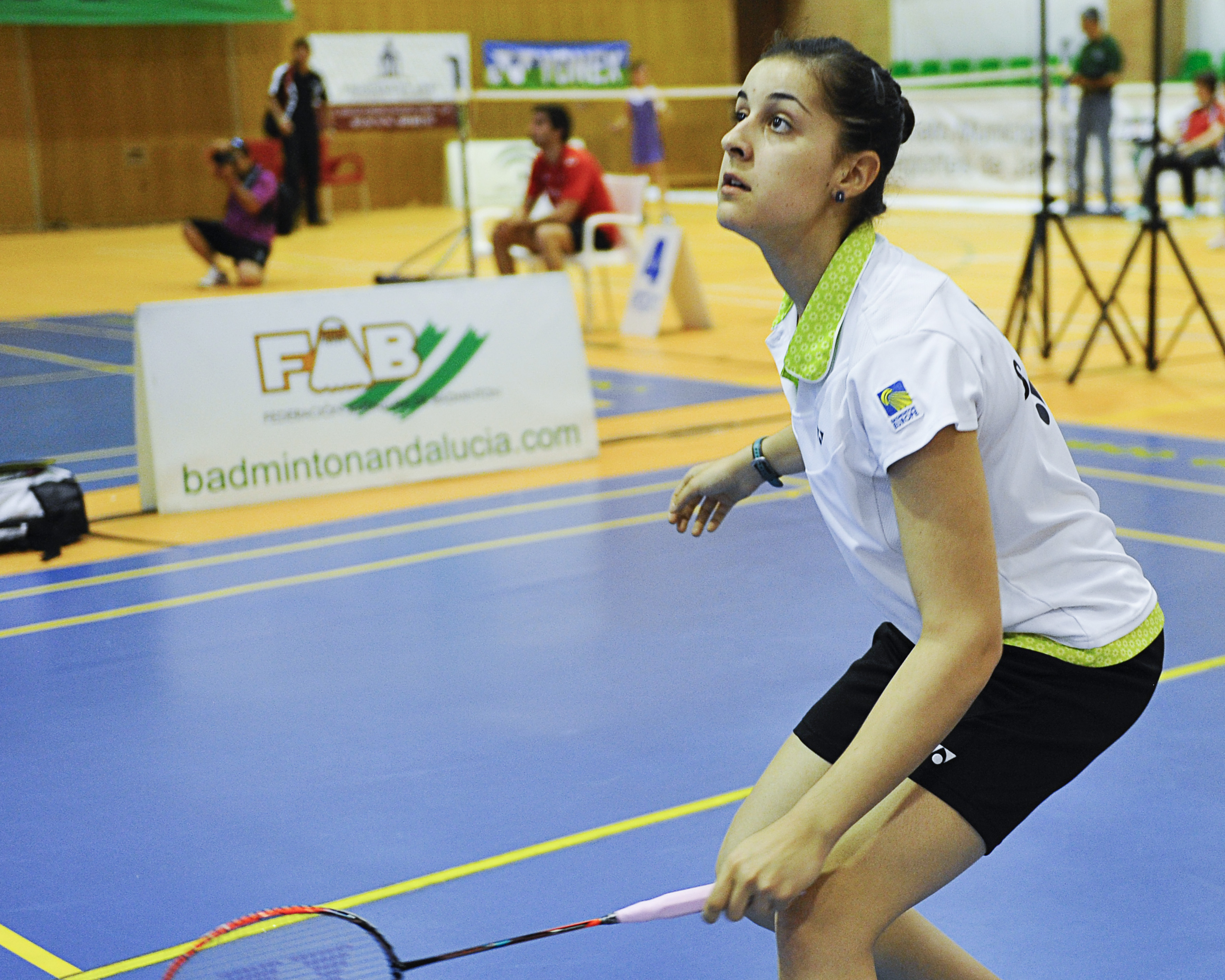
Marín 2014 bei den Spanischen Meisterschaften in Jaén

| Resultat                                           | Jahr    | Ort / Turnier                   | Gegner                  | Ergebnis            |
| -------------------------------------------------- | ------- | ------------------------------- | ----------------------- | ------------------- |
| Olympische Spiele                                  |         |                                 |                         |                     |
| Gold                                               | 2016    | Rio de Janeiro                  | P. V. Sindhu            | 19:21, 21:12, 21:15 |
| 17./32.                                            | 2012    | London                          | Li Xuerui               | 13:21, 11:21        |
| Weltmeisterschaften                                |         |                                 |                         |                     |
| Gold                                               | 2014    | Kopenhagen                      | Li Xuerui               | 17:21, 21:17, 21:18 |
| Gold                                               | 2015    | Jakarta                         | Saina Nehwal            | 21:16, 21:19        |
| Gold                                               | 2018    | Nanjing                         | P. V. Sindhu            | 21:19, 21:10        |
| 5./8.                                              | 2013    | Guangzhou                       | Ratchanok Intanon       | 18:21, 22:20, 15:21 |
| 9./16.                                             | 2011    | London                          | Cheng Shao-chieh        | 18:21, 17:21        |
| Europameisterschaften                              |         |                                 |                         |                     |
| Gold                                               | 2014    | Kasan                           | Anna Thea Madsen        | 21:9, 14:21, 21:8   |
| Gold                                               | 2016    | La Roche-sur-Yon                | Kirsty Gilmour          | 21:12, 21:18        |
| Gold                                               | 2017    | Kolding                         | Kirsty Gilmour          | 21:14, 21:12        |
| Gold                                               | 2018    | Huelva                          | Evgeniya Kosetskaya     | 21:15, 21:7         |
| Gold                                               | 2021    | Kiew                            | Line Christophersen     | 21:13, 21:18        |
| Gold                                               | 2022    | Madrid                          | Kirsty Gilmour          | 21:10, 21:12        |
| 5./8.                                              | 2012    | Karlskrona                      | Tine Baun               | 7:21, 21:11, 18:21  |
| BWF Superseries Finals                             |         |                                 |                         |                     |
| 3./4.                                              | [1]2015 | Dubai                           | Nozomi Okuhara          | 11:21, 12:21        |
| BWF World Superseries Premier                      |         |                                 |                         |                     |
| 1.                                                 | 2015    | All England                     | Saina Nehwal            | 16:21, 21:14, 21:7  |
| 1.                                                 | [1]2015 | Malaysia Open                   | Li Xuerui               | 19:21, 21:19, 21:17 |
| BWF World Superseries                              |         |                                 |                         |                     |
| 2.                                                 | 2014    | Australian Open                 | Saina Nehwal            | 18:21, 11:21        |
| 1.                                                 | [2]2015 | Australian Open                 | Wang Shixian            | 22:20, 21:18        |
| 1.                                                 | [3]2015 | French Open                     | Wang Shixian            | 21:18, 21:10        |
| 1.                                                 | [4]2015 | Hong Kong Open                  | Nozomi Okuhara          | 21:17, 18:21, 22:20 |
| BWF Grand Prix Gold                                |         |                                 |                         |                     |
| 1.                                                 | 2013    | London Grand Prix Gold          | Kirsty Gilmour          | 21:19, 21:9         |
| 2.                                                 | 2015    | Syed Modi International         | Saina Nehwal            | 21:19, 23:25, 16:21 |
| 2.                                                 | 2015    | German Open                     | Sung Ji-hyun            | 15:21, 21:14, 6:21  |
| BWF Grand Prix                                     |         |                                 |                         |                     |
| 1.                                                 | 2013    | Scottish Open                   | Kirsty Gilmour          | 21:14, 11:21, 21:13 |
| International Challenge / Badminton Europe Circuit |         |                                 |                         |                     |
| 1.                                                 | 2009    | Irish International             | Rachel van Cutsen       | 22:24, 21:14, 21:16 |
| 2.                                                 | 2010    | Italian International           | Olga Konon              | 20:22, 14:21        |
| 1.                                                 | 2011    | Morocco International           | Juliane Schenk          | 21:17, 21:13        |
| 1.                                                 | 2011    | Spanish Open                    | Olga Konon              | 21:13, 21:14        |
| 2.                                                 | 2011    | Irish International             | Pai Hsiao-ma            | 21:12, 19:21, 7:21  |
| 1.                                                 | 2013    | Swedish International Stockholm | Nicole Schaller         | 21:6, 21:10         |
| 1.                                                 | 2013    | Finnish Open                    | Beatriz Corrales        | 21:10, 21:15        |
| 2.                                                 | 2013    | Spanish Open                    | Beatriz Corrales        | 19:21, 18:21        |
| 1.                                                 | 2013    | Italian International           | Sabrina Jaquet          | 21:15, 21:14        |
| 2.                                                 | 2014    | Spanish Open                    | Kirsty Gilmour          | 19:21, 18:21        |
| International Series                               |         |                                 |                         |                     |
| 2.                                                 | 2009    | Cyprus International            | Špela Silvester         | 21:23, 21:23        |
| 1.                                                 | 2010    | Uganda International            | Anne Hald Jensen        | 21:18, 19:21, 21:18 |
| 1.                                                 | 2010    | Cyprus International            | Olga Golovanova         | 21:12, 25:27, 21:14 |
| BWF-Jugendweltmeisterschaften                      |         |                                 |                         |                     |
| Bronze                                             | 2011    | Taipeh                          | Elyzabeth Purwaningtyas | 21:23, 21:17, 18:21 |
| BE-Junioreneuropameisterschaften                   |         |                                 |                         |                     |
| Gold                                               | 2011    | Vantaa                          | Beatriz Corrales        | 21:14, 23:21        |
| Silber                                             | 2009    | Mailand                         | Anne Hald Jensen        | 21:18, 18:21, 19:21 |
| BE-U-17-Europameisterschaften                      |         |                                 |                         |                     |
| Gold                                               | 2009    | Medvode                         | Neslihan Yiğit          | 21:9, 21:3          |